# Pertusaria leucostigma
Pertusaria leucostigma är en lavart som beskrevs av Müll. Arg. Pertusaria leucostigma ingår i släktet Pertusaria och familjen Pertusariaceae.   Inga underarter finns listade i Catalogue of Life.